# لي سون-كيون
لي سون-كيون (هانغل: 이선균) 02 مارس 1975 – 27 ديسمبر 2023) هو ممثل كوري جنوبي اشتهر على المستوى الدولي بعد دوره في فيلم «طفيلي» عام 2019 للمخرج بونغ جون هو الحائز على جائزة الأوسكار، والذي فاز عنه بجائزة نقابة ممثلي الشاشة مع زملائه. حصل على العديد من الجوائز الأخرى، بما في ذلك الترشيح لجائزة إيمي الدولية.

## الأعمال

### أفلام
| السنة | الفيلم      | الدور                 |
| ----- | ----------- | --------------------- |
| 2009  | باجو        | كيم جونغ شيك          |
| 2014  | يوم عصيب    | أو غون سو             |
| 2019  | طفيلي       | بارك دونغ إيك (ناثان) |
| 2023  | النوم       | هيون سو               |
| 2024  | مشروع الصمت | تشا جونغ وون          |

## انتحاره
انتحر داخل سيارته المتوقفة بجوار منتزه عن طريق استنشاق دخان الفحم المحترق بعد أن ترك رسالة انتحار في المنزل، عن عمر ناهز الثامنة والأربعين. وكان لي سون كيون يخضع للتحقيق من قِبل الشرطة بسبب تهمة تعاطيه للمخدرات.

## روابط خارجية
- لي سون-كيون على موقع IMDb (الإنجليزية)
- لي سون-كيون على موقع ميتاكريتيك (الإنجليزية)
- لي سون-كيون على موقع ألو سيني (الفرنسية)
- لي سون-كيون على موقع ميوزك برينز (الإنجليزية)
- لي سون-كيون على موقع أول موفي (الإنجليزية)
- لي سون-كيون على موقع قاعدة بيانات الفيلم (الإنجليزية)